# Gerd der Mutige
Gerhard (Gerd) von Oldenburg, genannt der Mutige oder der Streitbare (* 1430; † 1500), war Graf von Oldenburg aus dem gleichnamigen Hause.
Bei seinen Gegnern war er als See- und Straßenräuber gefürchtet, da er sich an keine Verträge hielt und neben einträglichem Land- und Seeraub regelmäßig auch Nachbarn und Reisende überfiel.

## Leben
Gerhard war der dritte Sohn des Grafen Dietrich von Oldenburg (1390–1440) und dessen Ehefrau Heilwig (* ca. 1398/1400; † 1436), einer Tochter des Grafen Gerhard VI. von Holstein-Rendsburg. Nach dem Tod der Mutter wurden die Brüder am Hofe ihres Onkels Adolf VIII. erzogen, des letzten Grafen aus dem Geschlecht derer von Schauenburg und Holstein. Die Erbschaft war auf folgende Weise geregelt: Der älteste der Brüder, Christian, sollte auf Betreiben seines Onkels Adolf VIII. König von Dänemark werden. Eigentlich war Adolf selbst dafür vorgesehen, hatte aber die dänische Krone ausgeschlagen. Für den mittleren Bruder Moritz war das Amt eines Geistlichen vorgesehen, während die Grafschaft Oldenburg Gerd zugedacht war.

### Beginn der Herrschaft
Wie geplant wurde Christian 1448 König von Dänemark und verzichtete auf Ansprüche in Oldenburg und Delmenhorst. 1450 erhielt Gerd wie vorgesehen Oldenburg. Gleich zu Beginn seiner Herrschaft ließ er die 1423 von den Friesen zerstörte Burg Vri-Jade in Jade wieder aufbauen. 1454 errichtete er einen Stützpunkt für seine Raubschiffe bei Dauens und begann im Mai und Juni mit seinen Kaperfahrten auf große Handelsschiffe. Dabei fielen ihm elf Schiffe zum Opfer.

### Erbschaftsstreit mit Moritz
Moritz lehnte das für ihn vorgesehene geistliche Amt ab, heiratete 1458 Katherina von Hoya, die Tochter Ottos V. von Hoya und forderte mit Waffengewalt seinen Anteil am Erbe. Dafür verbündete er sich mit dem Erzbischof Gerhard III. von Bremen aus dem Hoyaer Grafenhaus. Die beiden wurden bei Siedenburg am 27. August 1462 in der Schlacht auf der Borsteler Heide geschlagen. Gerd musste dennoch auf Drängen des Adels, der Geistlichkeit und der Oldenburger Bürgerschaft seinen Bruder an der Macht beteiligen, was die Grundlage des am 22. Mai 1463 geschlossenen Friedens darstellte. Bereits im Sommer brach der Krieg jedoch erneut aus und dauerte noch an, als Moritz 1464 der Pest erlag. Gerd wurde daraufhin zum Vormund seines Neffen Jakob von Oldenburg-Delmenhorst (1463–1484) und brachte Delmenhorst wieder unter seine Kontrolle.

### Konflikt mit den Friesen
Im Jahr 1457 kam es erneut zu Kämpfen mit den Ostfriesen. Westerstede und Apen gingen dabei in Flammen auf. In der Nähe der Burg Mansingen vor Westerstede wurden die Ostfriesen geschlagen. 1462 ließ Gerhard die Grenzfestung Neuenburg errichten, um seinen Zugriff auf die Friesische Wehde zu sichern. 1463 verbrannten hansische Truppen das oldenburgische Varel. 1465 wurde Apen eingeäschert, 1468 erneut.

### Friesischer Aufstand in Husum
1459 starb Adolf VIII. Sein Erbe als Graf von Holstein wurde der dänische König Christian, der alle anderen Erbanwärter, darunter seine Brüder bzw. deren Nachkommen mit jeweils 40.000 rheinischen Gulden entschädigen sollte. Das Geld konnte aber nicht so schnell beschafft werden, so nutzte Graf Gerd 1465 und 1466 die Gelegenheit für Kriegszüge nach Holstein und versuchte, seinen Bruder Christian dazu zu überreden, ihn zum Statthalter zu ernennen. Das wollte der lokale Adel aber verhindern und verbündete sich 1469 gegen ihn. Dafür ließ sich Gerd 1470 von den Bauern in den westlichen Marschen huldigen. Nun griff der König von Dänemark ein und zwang seinen Bruder, die besetzten Schlösser wieder zu räumen und sich zurückzuziehen. Wegen des fehlenden Geldes wurde er vertröstet. Als die Friesen in Husum 1472 einen Aufstand wagten, nutzte Gerd die Gelegenheit und eilte ihnen zur Hilfe, wurde aber von einem dänischen Heer, dem Herzog von Mecklenburg und den Städten Bremen und Hamburg geschlagen.

### Krieg gegen Oldenburg
Durch seine ständigen Überfälle auf Kauffahrer machte Gerd sich Bremen und Hamburg zu Feinden. Als er seinen Neffen Graf Jakob, den Sohn von Moritz, aus Delmenhorst vertrieb, rüstete der Erzbischof von Bremen Heinrich II. zum Krieg.
1473 zog er gegen Delmenhorst, konnte aber vom Grafen von Hoya zum Abzug überredet werden.
Der Graf plünderte Bagband und Strackholt und ließ Apen und Westerstede niederbrennen.
Zusammen mit Theda von Ostfriesland belagerte er 1474 vergeblich Oldenburg. Edewecht, Zwischenahn und Rostrup wurden durch Truppen des Bischofs von Münster verbrannt.
1475 erfolgte ein weiterer Bremer Raubzug bis nach Donnerschwee und Ohmstede, aber die Truppen unter Hauptmann Erp Bicker wurden auf dem Rückweg am 3. August mit ihrer Beute bei dem Dorf Paradies im Moorriem von Oldenburger Bürgern und Ammerländer Bauern gestellt. Sie machten angeblich 700 Gefangene, eroberten 15 Geschütze.
Auf der Flucht ertranken an die 500 Bremer in der Hunte oder versanken im Moor. Das Ereignis ging als „Bremer Taufe“ in die Geschichte ein.
Im gleichen Jahr wurde Gerds Sohn Adolf, genannt „Alf“ bei einem Einfall in Ostfriesland gefangen genommen und in die Burg Berum gebracht.
Gerd hatte nun die Ostfriesen, die Bremer, Hamburger, die Grafen von Hoya sowie Butjadingen und Stadland zum Feind. Nur durch seine mächtigen Verbündeten, den König von Dänemark (seinen Bruder Christian) und Albrecht Achilles von Brandenburg, einen Gegner der Hanse, konnte er sich halten. Außerdem besaß er gute Kontakte zu Karl dem Kühnen, Herzog von Burgund. Er half ihm sogar bei der Belagerung von Neuss (Juli 1474 bis Juni 1475), weil er sich davon – vergeblich – versprach, im Gegenzug Hilfe der Burgunder zur Eroberung Ostfrieslands zu erhalten.
Kaiser Friedrich III. beendete die Belagerung von Neuss und zwang die Parteien im Oktober 1476 zum Frieden von Quakenbrück. Die Festungen Altena, Harrierburg und Sandburg wurden geschleift und Gerd musste die Vormundschaft über Jakob aufgeben. Das Kloster Rastede ließ er 1476 aber noch zur Festung ausbauen.
1480 wurden Gerds Piraterie und seine Überfälle den Nachbarn zu viel. Sie rüsteten zum Krieg und Hamburger schleiften die Burg Vry-Jade.
1481 kam Gerds Sohn Alf frei, der Preis waren die Friesische Wehde und die Dörfer Zetel und Driefel (heute ein Teil von Zetel) sowie 3.000 Gulden Lösegeld. Zugleich erhielt Theda die Friedeburg von Gefolgsmann Hero Mauritz. Er kam für 5.000 Gulden Lösegeld aus Oldenburger Gefangenschaft frei.

### Ende des Krieges
Im Januar 1482 konnten die Verbündeten Delmenhorst erobern und im April die Westerburg. Die Burg wurde bei den Kämpfen zerstört. Gerd und seine Söhne ergaben sich daraufhin. Der Graf sollte sich in das Kloster Rastede zurückziehen, begab sich aber lieber ins Ausland. Eine Rückkehr wurde ihm mehrere Jahre später verweigert, doch bereits 1487 war er weiterhin an Überfällen auf holländische und hansische Schiffe beteiligt. Nach 1493 lebte er offenbar für einige ruhige Jahre in Oldenburg. Er starb später auf der Rückkehr von einer Wallfahrt nach Santiago de Compostela. Er wurde wahrscheinlich in Pont-Saint-Esprit an der unteren Rhone begraben.
Nach seinem Tod folgte ihm sein Sohn Johann V. als Graf von Oldenburg, der ihn als einziger seiner insgesamt sechs Söhne überlebte.

## Familie
Er heiratete 1453 Adelheid von Tecklenburg, die Tochter von Otto VII. von Tecklenburg-Schwerin und Ermengard von Hoya. Das Paar hatte folgende Kinder:
- Gerhard (* 1454; † 1470)
- Dietrich (* um 1456; † 1463)
- Adolf (Alf) (* 1458; † 17. Februar 1500), gefallen in der Schlacht bei Hemmingstedt
- Christian (* 1459; † 1492)
- Johann V. (* 1460; † 1526), Graf von Oldenburg (1500–1526)
- Otto (* etwa 1464; † 17. Februar 1500), gefallen in der Schlacht bei Hemmingstedt
- Elisabeth (* 1468; † 1505)
- Anna (* 1469; † 1505)
- Irmgard (* etwa 1471; † 1522)
- Hedwig (oder Heilwig) (* etwa 1473; † 1502) ⚭ Edo Wiemken dem Jüngeren
- Adelheid (* etwa 1475; † 1513)

Gerhards Bruder Graf Christian von Oldenburg wurde 1448 zum dänischen König gewählt und später noch zum König von Norwegen und Schweden, Herzog von Schleswig und Graf, später Herzog von Holstein.